# Francesco Prelati
Francesco Prelati, fr. François Prelati (ur. ok. 1414 w Montecatini Terme, zm. 1446 w Angers) – włoski duchowny i alchemik, który brał udział w morderstwach popełnionych przez Gillesa de Rais. Według niektórych był także jego partnerem seksualnym. Prelati twierdził, iż jest w stanie przywoływać demony oraz że nauczył tego Gillesa.